# Paul Crampton
Paul Crampton (sinh ngày 28 tháng 1 năm 1953) là một cầu thủ bóng đá người Anh thi đấu ở vị trí hậu vệ.